# USS Corvina (SS-226)
USS Corvina (SS-226) là một tàu ngầm lớp Gato từng phục vụ cùng Hải quân Hoa Kỳ trong Chiến tranh Thế giới thứ hai. Nó là chiếc tàu chiến duy nhất của Hải quân Hoa Kỳ được đặt cái tên này, theo tên loài cá đù vàng Corvina. Nó đã phục vụ trong Thế chiến II, nhưng ngay trong chuyến tuần tra đầu tiên tại vùng biển phụ cận Truk đã bị tàu ngầm Nhật Bản I-176 phóng ngư lôi đánh chìm vào ngày 16 tháng 11, 1943, khiến toàn bộ 82 thành viên thủy thủ đoàn đều tử trận.

## Thiết kế và chế tạo
Lớp tàu ngầm Gato được thiết kế cho mục đích một tàu ngầm hạm đội nhằm có tốc độ trên mặt nước cao, tầm hoạt động xa và vũ khí mạnh để tháp tùng hạm đội chiến trận. Con tàu dài 311 ft 9 in (95,02 m) và có trọng lượng choán nước 1.525 tấn Anh (1.549 t) khi nổi và 2.424 tấn Anh (2.463 t) khi lặn. Chúng trang bị động cơ diesel dẫn động máy phát điện để cung cấp điện năng cho bốn động cơ điện, đạt được công suất 5.400 shp (4.000 kW) khi nổi và 2.740 shp (2.040 kW) khi lặn, cho phép đạt tốc độ tối đa 21 hải lý trên giờ (39 km/h) và 9 hải lý trên giờ (17 km/h) tương ứng. Tầm xa hoạt động là 11.000 hải lý (20.000 km) khi đi trên mặt nước ở tốc độ 10 hải lý trên giờ (19 km/h) và có thể hoạt động kéo dài đến 75 ngày và lặn được sâu tối đa 300 ft (90 m).
Lớp tàu ngầm Gato được trang bị mười ống phóng ngư lôi 21 in (530 mm), gồm sáu ống trước mũi và bốn ống phía phía đuôi tàu, chúng mang theo tối đa 24 quả ngư lôi. Vũ khí trên boong tàu gồm một hải pháo 3 inch/50 caliber, và thường được tăng cường một khẩu pháo phòng không Bofors 40 mm nòng đơn và một khẩu đội Oerlikon 20 mm nòng đôi, kèm theo súng máy .50 caliber và .30 caliber. Tiện nghi cho thủy thủ đoàn bao gồm điều hòa không khí, thực phẩm trữ lạnh, máy lọc nước, máy giặt và giường ngủ cho hầu hết mọi người, giúp họ chịu đựng cái nóng nhiệt đới tại Thái Bình Dương cùng những chuyến tuần tra kéo dài đến hai tháng rưỡi.
Corvina được đặt lườn tại xưởng tàu của hãng Electric Boat Company ở Groton, Connecticut vào ngày 21 tháng 9, 1942. Nó được hạ thủy vào ngày 9 tháng 5, 1943, được đỡ đầu bởi bà LaRene P. Christie, phu nhân Chuẩn đô đốc Ralph. W. Christie, và được cho nhập biên chế cùng Hải quân Hoa Kỳ vào ngày 6 tháng 8, 1943 dưới quyền chỉ huy của Hạm trưởng, Trung tá Hải quân Roderick S. Rooney.

## Lịch sử hoạt động
Sau khi hoàn tất việc chạy thử máy huấn luyện ngoài khơi New London, Connecticut và sửa chữa sau chạy thử máy, Corvina chuẩn bị để được điều động sang khu vực Mặt trận Thái Bình Dương. Nó rời Căn cứ Tàu ngầm Hải quân New London vào ngày 18 tháng 9, 1943 và đi đến Trân Châu Cảng vào ngày 14 tháng 10. Xuất phát từ Trân Châu Cảng vào ngày 4 tháng 11, nó ghé đến đảo Johnston để đổ đầy nhiên liệu trước khi tiếp tục hành trình hướng sang khu vực tuần tra được chỉ định chung quanh căn cứ chủ lực Truk của Nhật Bản, nhằm đánh chặn mọi tàu bè hướng sang khu vực quần đảo Gilbert đang tranh chấp. Sau đó con tàu bị mất liên lạc.
Tài liệu của Hải quân Đế quốc Nhật Bản thu được sau chiến tranh cho biết: vào ngày 16 tháng 11, tàu ngầm I-176 phát hiện một vật thể trên mặt nước lúc 23 giờ 17 phút ở khoảng cách 8.800 yd (8,0 km). I-176 tiếp cận, lặn xuống và đến 00 giờ 57 phút ngày 17 tháng 11 đã rút ngắn khoảng cánh xuống còn 2.700 yd (2,5 km). Đến 01 giờ 20 nó phóng ba quả ngư lôi vào mục tiêu, ghi nhận được hai vụ nổ rất lớn. Khi I-176 trồi lên mặt nước, nó ghi nhận rất nhiều dầu loang và mảnh vỡ khắp mặt biển, xác nhận Corvina đã bị đánh chìm tại tọa độ 05°50′B 151°10′Đ / 5,833°B 151,167°Đ với tổn thất nhân mạng toàn bộ 82 thành viên thủy thủ đoàn.
Corvina được xác nhận bị mất trong chiến đấu vào ngày 23 tháng 12, 1943. Nó là chiếc tàu ngầm Hoa Kỳ duy nhất bị đánh chìm bởi một tàu ngầm Nhật trong suốt cuộc chiến tranh.

## Phần thưởng
Nguồn: Navsource Naval History
|  |  |

| Huân chương Chiến dịch Hoa Kỳ | Huân chương Chiến thắng Thế Chiến II |